# ليونيل فور
ليونيل فور (بالفرنسية: Lionel Faure) (و. 1977  م) هو لاعب اتحاد الرغبي، من فرنسا، ولد في مونتوبان، يلعب كمبعد ‏.

## روابط خارجية
- ليونيل فور عل موقع إسبنسكروم (الإنجليزية)
- ليونيل فور على موقع ItsRugby.co.uk (الإنجليزية)